# Алейксандре, Марилар
Мария Пилар Хименес-Алейксандре (исп. María Pilar Jiménez Aleixandre ; род. 1 мая 1947 года, Мадрид, Испанское государство) — испанская писательница и поэтесса, пишущая на галисийском языке, переводчик. По профессии биолог, преподаватель в университете Сантьяго-де-Компостелла. С 14 января 2017 года член Королевской галисийской академии. В настоящее время проживает в городе Амайя в Галисии, Испания.

## Биография
Писательство позволяет нам приглашать людей в миры, которые мы себе представляем.
Предки Алейксандре происходили из Андалусии, Валенсии и Мадрида. Она родилась в Мадриде 1 мая 1947 года и росла в Сеуте и Донья-Менсия, близ Кордовы. В 1973 году Алейксандре поселилась в Галисии и начала писать книги на галисийском языке. В настоящее время она является одним из самых известных писателей, пишущих на этом языке.
По профессии Алейксандре биолог, и является профессором Университета Сантьяго-де-Кампостелла, где с 1988 года преподает экологию и историю науки. Её первый рассказ назывался «Повесть о вампирах» (галис. Un Conto Sobre Vampiros), затем она написала «В ожидании летучих мышей» (галис. Agardando polos morcegos). Дебютная книга писательницы под названием «Бедро муравья» (галис. A formiga coxa) была издана в 1989 году. Её роман «Транзит грамматиков» (галис. Tránsito dos Gramáticos) в 1992 году попал в шорт-лист премии Херайс-де-Новела; а за книгу «Тихоокеанское путешествие» (галис. A expedición do Pacífico) в 1995 году она получила премию Критика-Галега.
В 1996 году Алейксандре издала сборник рассказов «Волки на островах» (галис. Lobos nas illas) о сложности семейных отношений. В 1998 году роман писательницы «Тайное общество контрапубликадов» (галис. A Compañía Clandestina de Contrapublicidade) удостоился премии Альваро-Канкейро. Другой роман Алейксандре «Теория хаоса» (галис. Teoría do Caos) в 2001 году получил премию Хейрас. Большинство произведений писательницы переведены на испанский, португальский, каталанский и баскский языки.
В 1996 году Алейксандре перевела сборник стихов американской писательницы Сандры Сиснерос с английского на галисийский язык. Она также перевела на галисийский язык книги «Охота на Снарка» Льюиса Каррола в 1997 году и «Гарри Поттер и философский камень» Джоан Роулинг в 2001 году. Алейхадре является автором 14 эпизодов комикса «Ос Эскахапедрас».
Писательница участвовала в издании ряда поэтических антологий. Она также участвовала в деятельности Литературного батальона Берега Смерти. В 1998 году Алейксандре была удостоена премии Эскьо за поэтический сборник «Каталог ядов» (галис. Catálogo de velenos). Она также пишет статьи для литературных журналов «Nó» (Узел), «Luzes de Galicia» (Свет Галисии), «CLIJ», «Festa da Palabra Silenciada» (Праздник тихого слова), «Dorna» (Чан) и «El Signo del Gorrión» (Знак паука). Кроме художественной литературы, Алейксандре также является автором ряда научных трудов.